# 天野進吾
天野 進吾（あまの しんご、1942年（昭和17年）2月2日 - ）は、日本の政治家。静岡県旧静岡市長（2期）、静岡市議会議員(2期)、静岡県議会議員(9期)を歴任した。
静岡県議会・自民党静岡県連では、自由民主党静岡県連総務会長、自由民主党静岡県連幹事長、県議会議長などを歴任藍綬褒章受章。息子は静岡市議会議員の天野正剛。娘は静岡県議会議員の天野多美子。

## 来歴
1966年中央大学法学部政治学科卒。大学在学中（3年時）に自民党に入党、1967年から静岡市議を2期、1974年に静岡県議会議員補欠選挙に初当選、翌年本選で落選した。翌1975年株式会社グリーンシャワーを設立。その後、静岡県議会議員を2期務め、1987年静岡市長選挙に立候補し現職の河合代悟市長らを破り当選、2期7年を務めたが、採石業者との癒着問題の責任を取る形で1994年に辞任、1996年の第41回衆議院議員総選挙に静岡1区から無所属で立候補したが落選した。その後再び静岡県議会議員に返り咲き4期連続当選。その間2003年4月の静清合併に伴う静岡市長選挙に立候補したが落選した。
2019年2月25日、同年4月投開票の静岡市長選挙に無所属で立候補することを表明。これを受け、自民党静岡県連は天野を5年間の復党禁止の条件付きで除名処分とした。4月7日に投票が行われた静岡市長選挙では、現職知事の川勝平太の応援を受けたが落選した。
2022年、旭日中綬章受章。

## 市長時代の取り組み
大道芸ワールドカップin静岡の開催、静清バイパスの整備、井川スキー場の開設、静岡市と清水市との合併問題など

## 逸話
- 1969年、アメリカへ単身旅行中に大道芸に出会う、感動と共に故郷静岡でも大道芸があれば街が活気づくと思い付き、20年間構想を温め市長在任時の1992年に大道芸ワールドカップin静岡を開催を実現させた。
- 静清バイパスの用地交渉が難航、市長自ら会合に参加し地権者と交渉、用地買収問題を解決した。
- 1989年、第1次海部内閣で旧静岡1区選出の大石千八が郵政大臣に就任すると、かねてから懸案であった静岡駅前の静岡中央郵便局移転を大臣就任挨拶に市長室を訪れた際に、突如提案した。大石は静岡中央郵便局の移転は決まっているものと思い込み、静岡中央郵便局の移転を発表した。なお、1989年当時は郵政省からは移転は早くても10年後と言われていた。また、移転に際し音楽館の建設場所を探していた市長は、静岡中央郵便局の上に作る事を思い付き1994年、静岡中央郵便局と全国で初めてのケースとなるコンサートホール（静岡音楽館AOI）静岡市と合築施設が完成した。
- 1989年、静岡市発注の建設工事によって発生する建設残土で駿河区広野の海岸を埋め立てて公園を作る事を発案、用宗漁業協同組合へ交渉し埋め立ての窓口を漁協とすることで了承、2002年面積約一万坪の「広野海岸公園」が完成した。静岡市が買収した用地はゼロであった。

## 所属団体・役員
- 静岡・モンゴル親善協会 顧問[14]
- 静岡ヒューマンカレッジ-静岡市（現:人材養成塾）初代学長[15][16]

## 著書
- 「行政また経営なり : 小さな試みの中から」、1995年2月
- 「静岡に残された最後の飛躍台」、陽生株式会社静岡支店 2010年6月
- 「語り継ぎたい静岡ばなし 地名の由来と知られざる歴史」、2013年3月
- 「王様の腕は長い」、2014年4月
- 「天野進吾の郷土史 : 地名の由来と知られざる歴史」、2007年2月